# Molens van Temse
De Molens van Temse is een maalderijcomplex in de Oost-Vlaamse plaats Temse, gelegen aan de Markt 19.
Het betrof oorspronkelijk een getijdenmolen op de Schelde van het type onderslagmolen die dienst deed als korenmolen. Deze molen werd in 1617 gebouwd.
Na 1900 werd de molen gekocht door Alfons van Fraeyenhove en deze werd ingericht als bloemmaalderij. In 1911 werd het gebouw getroffen door brand. Een nieuw gebouw in Vlaamse renaissancestijl werd opgetrokken. De achterkant van het gebouw sloot aan bij de oude watermolen, die zich aan de Wilfordkaai bevond en nu is geïntegreerd in de fabrieksgebouwen.
- Inventaris van het Bouwkundig Erfgoed (Vlaanderen): 15624